# Marc Blitzstein
Marcus Samuel Blitzstein, detto Marc (Filadelfia, 2 marzo 1905 – Martinica, 22 gennaio 1964), è stato un compositore, paroliere e librettista statunitense.

## Biografia

### Carriera
Ebbe risalto nel 1937, quando il suo musical The Cradle Will Rock, diretto da Orson Welles, venne chiuso dalla Works Progress Administration. Blitzstein è anche noto per il suo adattamento Off-Broadway de L'opera da tre soldi di Bertolt Brecht e Kurt Weill.
I suoi lavori includono l'opera Regina, un adattamento di Piccole volpi di Lillian Hellman, il musical di Broadway Juno, la rappresentazione di Giunone e il pavone basata su un testo di Sean O'Casey, e infine il musical No for an Answer.
Tradusse e adattò anche Ascesa e caduta della città di Mahagonny di Brecht e Weill, nonché il libro di Brecht Madre Coraggio e i suoi figli, quest'ultimo con le musiche di Paul Dessau. Compose inoltre colonne sonore cinematografiche come quella per Terra di Spagna (1937) di Joris Ivens.

### Morte
Durante una visita a Martinica, Blitzstein, che era apertamente gay, fu assassinato da tre marinai che aveva conosciuto in un bar.